# 한성수 (법조인)
한성수(韓聖壽, 1910년 7월 7일 ~ 1988년 5월 6일)는 일제강점기의 교사, 법조인이자 대한민국의 대법관을 역임한 법조인이다. 장남이 대한민국의 헌법재판관을 역임한 한대현, 사위가 대한민국의 대법관을 역임한 이회창이다. 1960년 11월 24일 비구와 대처승 사이의 주도권 쟁탈과 관련된 소송인 불교 정화 대책위원회 결의무효 확인소송 주심 판사였다.
1930년 보통학교(초등학교) 교사가 되고 1935년에는 중등 교사에 임영됐으며 1942년 고등문관시험 사법과에 합격, 판사로 활동했다. 1960년 6월 잠시 대법원장 직무대행을 역임했다.

## 생애
1910년 7월 7일 경상남도 산청군에서 태어나 5년제인 경성사범학교와 1930년 1년제 경성사범학교 연습과를 졸업한 한성수는 보통학교 교사로 재직하면서 1935년 중등교원 자격 검정시험에 합격해 전주사범학교, 신의주 동중학교, 진주사범학교에서 교사로 재직하였다. 교사로 재직하면서 일본 고등문관시험 예비시험을 거쳐 1942년 고등문관시험 사법과에 합격했다.
이후 1945년 대구지방법원. 1947년 부산지방법원 판사를 하다가 1948년 부산지방법원 부장판사가 되었으며 1952년에 법원행정처 차장, 1954년 3월 19일부터는 법원행정처 차장으로 법원행정처장 서리를 겸직했다. 1955년 7월 22일 법원행정처장이 되었다. 1959년 대법관 휘하의 대법원 판사로 재직하다가 대법원장 직무대행이었던 배정현 등 6명의 대법관이 현직에서 물러나면서 1961년 6월에 잠시 대법원장 직무대행에 임명되었다. 1961년 서울고등법원 법원장을 거쳐 1964년 3월 2일부터 1968년 10월 7일까지 기존의 대법관에서 직명이 변경된 대법원 판사를 역임했다.
대법원장 직무대행을 맡았던 한성수는 1966년 10월 17일 춘천지방법원에 사무감사를 나갔다가 뇌일혈로 졸도를 하여 중태에 빠지는 등 2년동안 재판에 간여하지 못한 채 요양을 하다가 1968년 9월 30일 대법원장에게 사직의 의사를 밝히고 10월 2일 정식으로 사직서를 제출하여 6일 뒤인 10월 8일 수리되었으며 10월 21일 임명공증인이 되어 공증업무에 종사하였으나 건강상 이유로 1970년 12월 31일에 그만 두었다.
부산지방법원에서 재직할 때는 부산대학교 법학부와 동아대학교 법학부에서 강사를 하였으며, 1952년 판사, 검사 특별임용시험위원, 1956년 법전편찬위원, 1965년 대한국제법학회 이사직을 역임했다.
사망 직후 경기도 남양주시 화도면 마석리 모란공원내에 안장되었다.

## 주요 판결
- 대법관 직무대리를 하던 1960년 11월 24일 비구와 대처승 사이의 주도권 쟁탈과 관련한 법적 분쟁인 불교 정화 대책위원회 결의무효 확인소송 주심 판사를 맡아 "결의한 참가한 사람이 비구와 대처 각 5명임에도 불구하고 결의를 무효로 하려면 10명 전원을 상대로 해야 한다는 이유로 비구 측의 패소 부분을 취소하고 공소를 각하한 것은 피고인 당사자 자격 규정에 있어 법률상 오류를 범했다"는 이유로 원심을 파기하고 서울고등법원으로 환송했다.[2]

## 가족 관계
- 아들 : 한대현(韓大鉉), 서울고법 부장판사, 헌법재판소 재판관 등 역임
- 딸 : 한인옥
- 사위 : 이회창